# Caucasinidae
Caucasinidae es una familia de foraminíferos bentónicos de la superfamilia Delosinoidea, del suborden Buliminina y del orden Buliminida. Su rango cronoestratigráfico abarca desde el Barremiense (Cretácico superior) hasta la Actualidad.

## Discusión
Clasificaciones previas incluían Caucasinidae en el suborden Rotaliina y/o orden Rotaliida.

## Clasificación
Caucasinidae incluye a las siguientes géneros:
- Subfamilia Baggatellinae
  - Baggatella †
- Subfamilia Caucasininae
  - Aeolomorphella †
  - Aeolomorphelloides
  - Aeolostreptis †
  - Caucasina †
  - Epistominitella †
  - Francesita
  - Tergrigorjanzaella †

Otros géneros considerados en Caucasinidae son:
- Caucasinella† de la Subfamilia Caucasininae, considerado sinónimo posterior de Caucasina
- Terebro † de la Subfamilia Caucasininae, considerado subgénero de Caucasina, Caucasina (Terebro)